# Libera circolazione in Europa per comunitari e loro familiari anche stranieri
La libera circolazione in Europa, in tutti gli Stati Membri dell'Unione europea è sancita e garantita dalla direttiva europea 2004/38/CE che esprime in modo inconfutabile il diritto ai cittadini Comunitari e ai loro familiari, ad esempio il coniuge sia esso comunitario o extracomunitario ma legittimamente coniugato con cittadino Europeo, il diritto a poter viaggiare attraverso tutti gli stati senza visti o ulteriori obblighi se non la presentazione dei normali documenti di viaggio. 
La direttiva 2004/38/CE è concepita per rendere uguale il diritto a tutti i familiari del coniuge comunitario di muoversi liberamente, al fine di non precludere la possibilità e la libertà oltre che il diritto dei coniugi a vivere uniti. Infatti la direttiva va a colmare le lacune in ambito internazionale nei casi in cui un coniuge straniero faccia scalo in un paese dell'Unione Europea per poter continuare il viaggio verso un altro paese Comunitario dove è domiciliato o risiede con il proprio coniuge europeo. Lo scalo e il successivo passaggio della frontiera in tale caso va garantito al fine di garantire il diritto alla coesione familiare, in qualsiasi caso, sia con il documento di soggiorno in corso di validità sia con documento di soggiorno in corso di rilascio/rinnovo. Spetta infatti solo ed esclusivamente al paese a cui compete il rilascio del documento il diritto di legiferare nei confronti del viaggiatore extracomunitario.
A tale proposito appare chiaro che la direttiva vada rispettata e attualmente viene rispettata in  modo quasi completo solo da Portogallo, Spagna, Finlandia, Cipro, Grecia, Malta e Lussemburgo. Tutte le altre nazioni la rispettano in tutte le norme che prevedono anche voci differenti, come le tempistiche per rilascio dei documenti solo per il 60%.